# Крааль

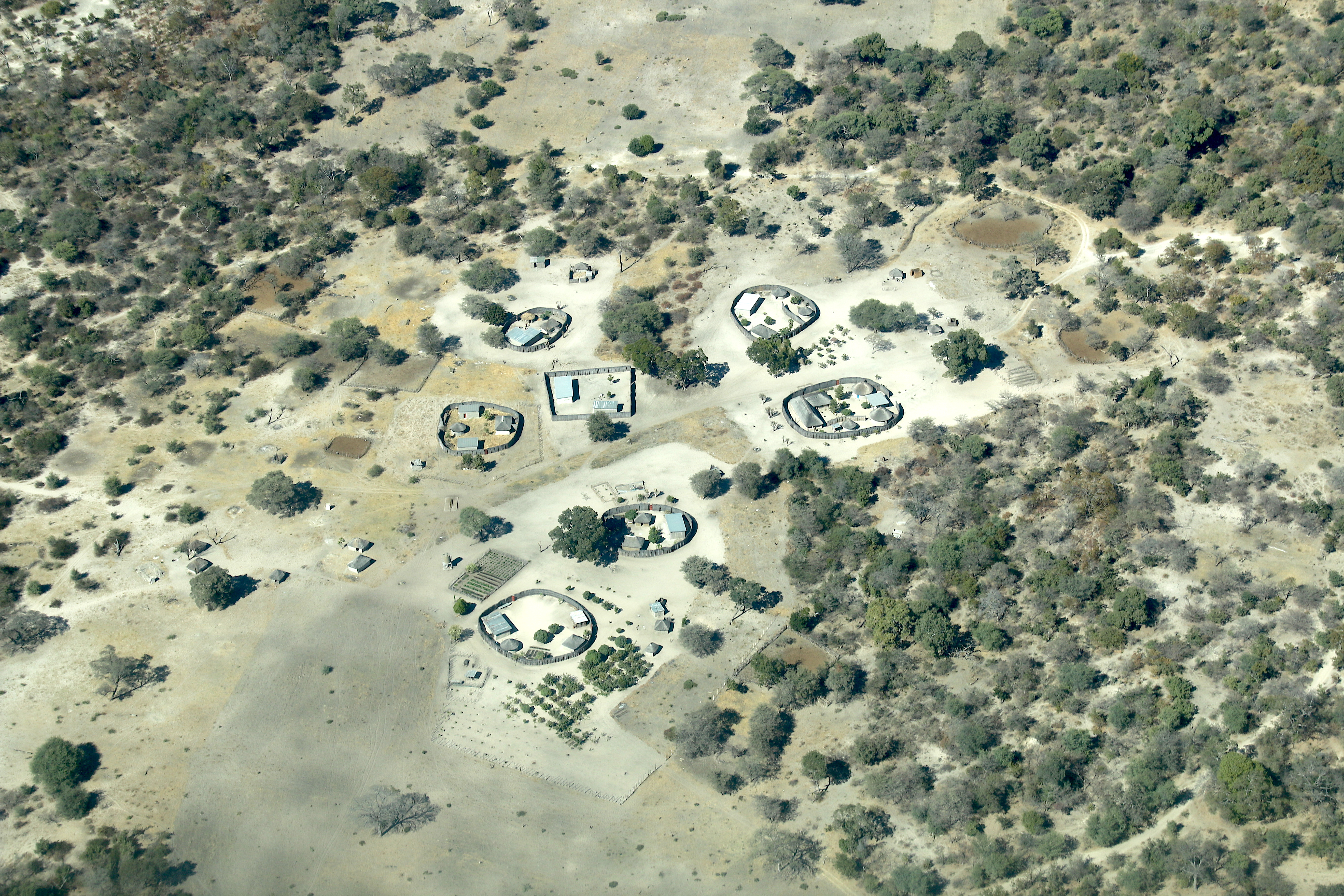
Краалі в смузі Капріві, біля річки Замбезі.

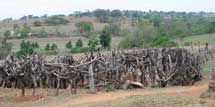
Південно-африканський крааль для рогатої худоби (фото зроблено Річардом Джонсом)

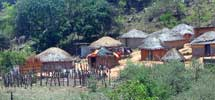
Південно-африканський крааль з загоном для рогатої худоби на передньому плані (фото зроблено Річардом Джонсом)

Крааль (афр. kraal) — південноафриканське поселення у формі кола чи півкола, цим словом можуть також називати його огорожу чи загін для худоби. У народів банту крааль також є господарством, що є найменшою одиницею у їхній організаційній структурі і складається із чоловіка, жінки або жінок, дітей та інших родичів, що мешкають у тому ж господарстві.
Банту мають патріархальний суспільний устрій. Першонароджений син слідує за батьком як наступний голова сім'ї.
На основі тісного територіального сусідства, господарства (краалі) об'єднуються у околиці (нім. Sub-Distrikten, англ. wards). Околиці виставляють власних голів, котрі керують адміністративною та законодавчою системами.
Околиці згуртовуються у район, що очолюється вождем. Вождь, як правило, живе у великому центральному поселенні із населенням від 1000 чоловік.